# Stenodactylus khobarensis
Stenodactylus khobarensis är en ödleart som beskrevs av  Haas 1957. Stenodactylus khobarensis ingår i släktet Stenodactylus och familjen geckoödlor. IUCN kategoriserar arten globalt som livskraftig. Inga underarter finns listade i Catalogue of Life.